# Robe à l’anglaise

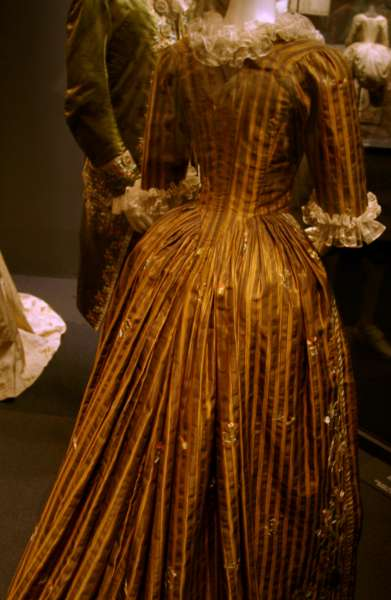
Robe à l’anglaise

Die Robe à l’anglaise (frz. für „Kleid im englischen Stil“), auch kurz Anglaise, ist eine Form des Frauenkleides im späten 18. Jahrhundert.
Die Anglaise hat sich in England aus dem Manteau entwickelt und hatte zunächst wie jenes ein sehr stoffreiches, von Schulter bis Boden reichendes Rückenteil, dessen obere Partie auf Figur gefaltet wurde. Im unteren Bereich springen die Falten zu einem weiten Rock auf. 
Im Lauf der Entwicklung wurde das ursprünglich aus einem Stück bestehende Rückenteil entlang der Taille eingeschnitten, um mehr Stoff im hinteren Bereich des Rockes unterbringen zu können, der sich über dem Cul de Paris bauschte. Schließlich wurden Ober- und Unterteil getrennt geschnitten. 
Im Zuge der „englischen Mode“ verbreitete sich die Anglaise ab ca. 1770 von ihrem Ursprungsgebiet aus zunächst nach Frankreich, dann über ganz Europa und verdrängte allmählich die Robe à la française als beliebteste Kleidform. Ab 1793/94 wurde sie ihrerseits von den Vorformen der Empiremode abgelöst. Eine Abart der Anglaise stellt die Polonaise dar.